# Quartet de corda núm. 3 (Britten)
El quartet de corda núm. 3 en sol major, op. 94, és una composició de Benjamin Britten. Va ser la seva última obra major completada, i la seva última obra instrumental completada. Va ser escrit entre l'octubre i el novembre de 1975 durant la seva última malaltia: els primers quatre moviments a la seva casa, The Red House, Aldeburgh, i el cinquè durant l'última visita a Venècia, a l'Hotel Danieli. Va ser dedicat al musicòleg Hans Keller. El desembre de 1975, els germans Colin i David Matthews el van interpretar en privat per al compositor en un arranjament per a piano a dues mans. Durant el setembre de 1976, Britten va treballar amb l'Amadeus Quartet; que el va estrenar el 19 de desembre de 1976 a The Maltings, Snape, dues setmanes després de la mort del compositor.